# Cucueți, Teleorman
Cucueți este un sat în comuna Scrioaștea din județul Teleorman, Muntenia, România. Se află în partea de vest a județului,  în Câmpia Găvanu-Burdea, pe malul stâng al Vedei. La recensământul din 2002 avea o populație de 968 locuitori.